# تسينلايتر

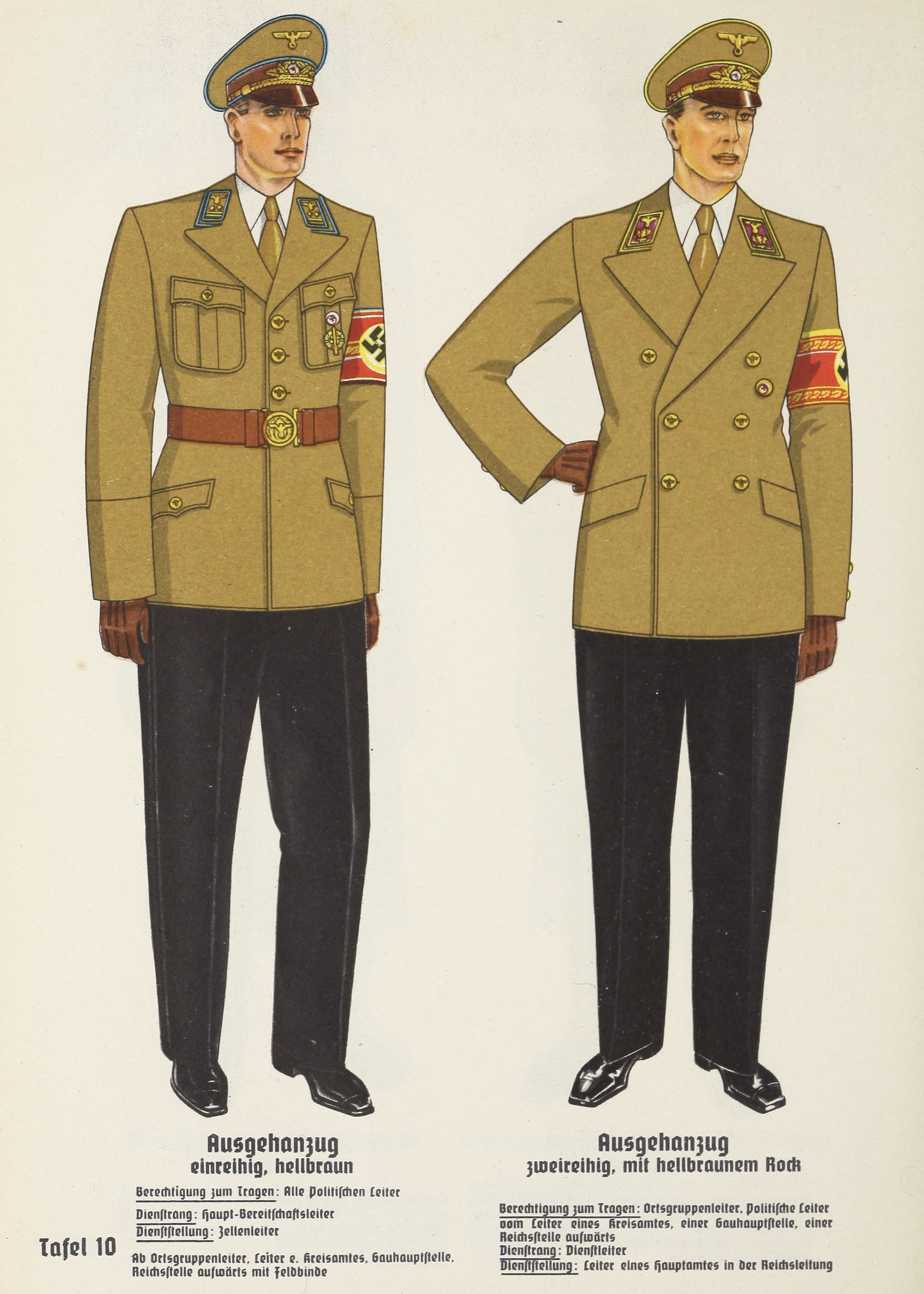
زي قائد الخلية (يسار)

Blockleiter ( (بالإنجليزية: Block Leader)، مستمدة من كتلة المدينة ) من عام 1933 كان لقب رتبة سياسية أقل للحزب النازي مسؤولة عن الإشراف السياسي على الحي. يشار إلى ذلك بلفظ مشترك باسم Blockwart (Block Warden)، كان المسؤولون مسؤولين عن تشكيل الرابط بين السلطات النازية وعامة السكان. المصطلح المهين Blockwart ("snoop") يبقى باللغة العامية الألمانية. 

## التاريخ والاستخدام
تم إنشاء Blockleiter لأول مرة في عام 1930 وكان يُعرف في البداية باسم Blockwart. كان الغرض من Blockwart هو تنظيم الدعم المحلي للانتخابات خلال الفترة التي كان فيها النازيون يحاولون الحصول على مكاتب سياسية محلية ووطنية في جمهورية فايمار. تم تنظيم Blockwarte من قبل الأحياء في البلدات والمدن الألمانية، واتصل ب«خلية فاردن» المعروفة باسم Zellenwart. عادة، كان هناك ثمانية إلى عشر كتل في خلية واحدة. 
في عام 1933، عندما وصل النازيون إلى السلطة، تم التخلص من الرتبة السياسية القديمة لـ Blockwart تدريجياً من نظام الرتب النازية ليتم استبدالها برتبة جديدة تعرف باسم ميتابايتر. في هذه المرحلة، كان مصطلح Blockleiter يستخدم في الغالب، على الرغم من أنه ليس رتبة سياسية فعلية ولكن كعنوان لميتاربيتر المعين على المستوى المحلي للحزب النازي المسؤول عن حي محلي أو شارع. 
- Blockhelfer - مساعد كتلة
- Blockleiter - بلوك فاردن
- Blockwalter - Block Administrator
- Blockobmann - بلوك فورمان

بحلول نهاية الحرب العالمية الثانية ، يعتقد أنه كان هناك ما يقرب من نصف مليون Blockleiter . 